# Clematis integrifolia
Clematis integrifolia es una especie de liana de la familia de las ranunculáceas. Es originaria de Eurasia.

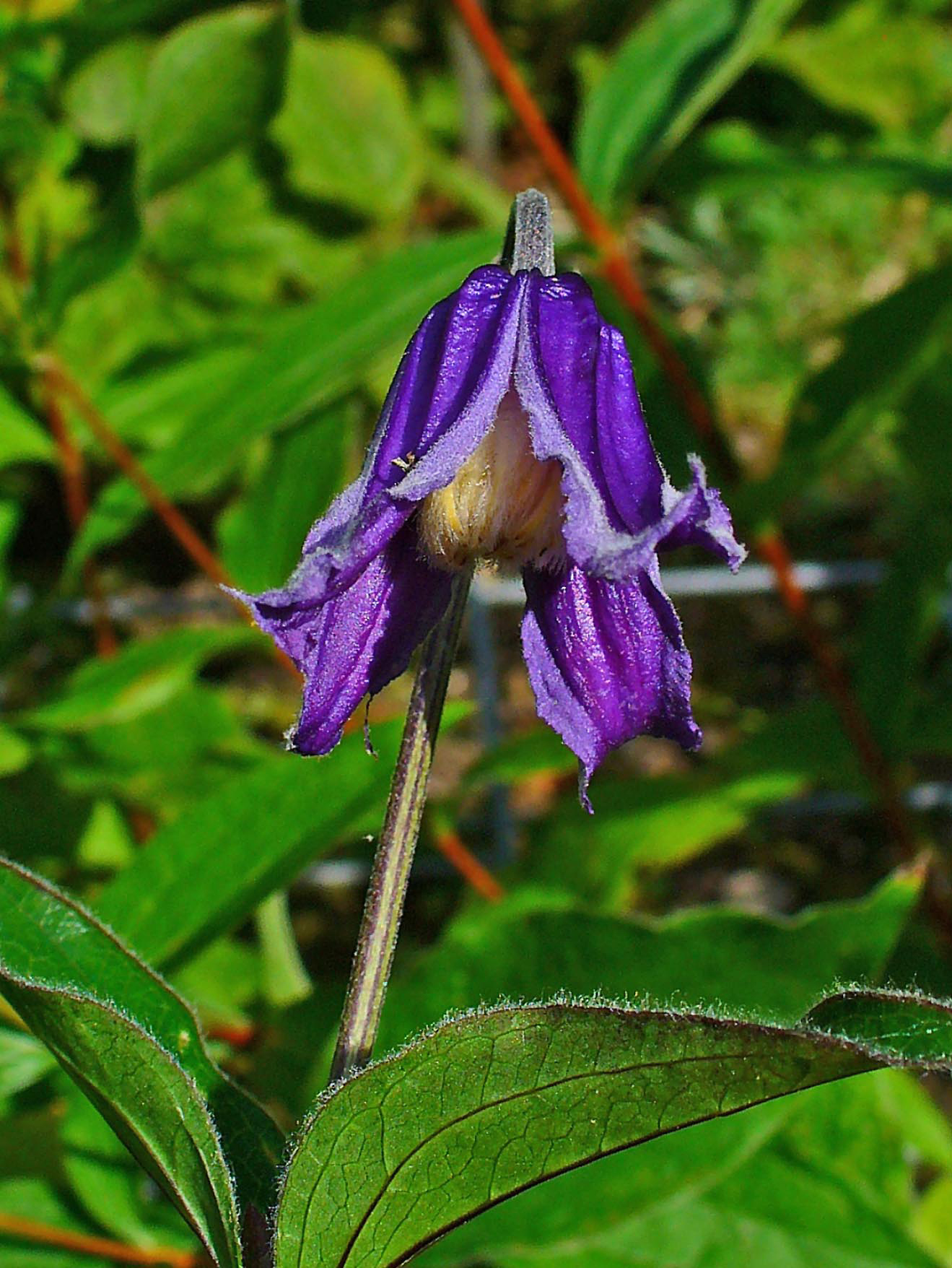
Detalle de la flor

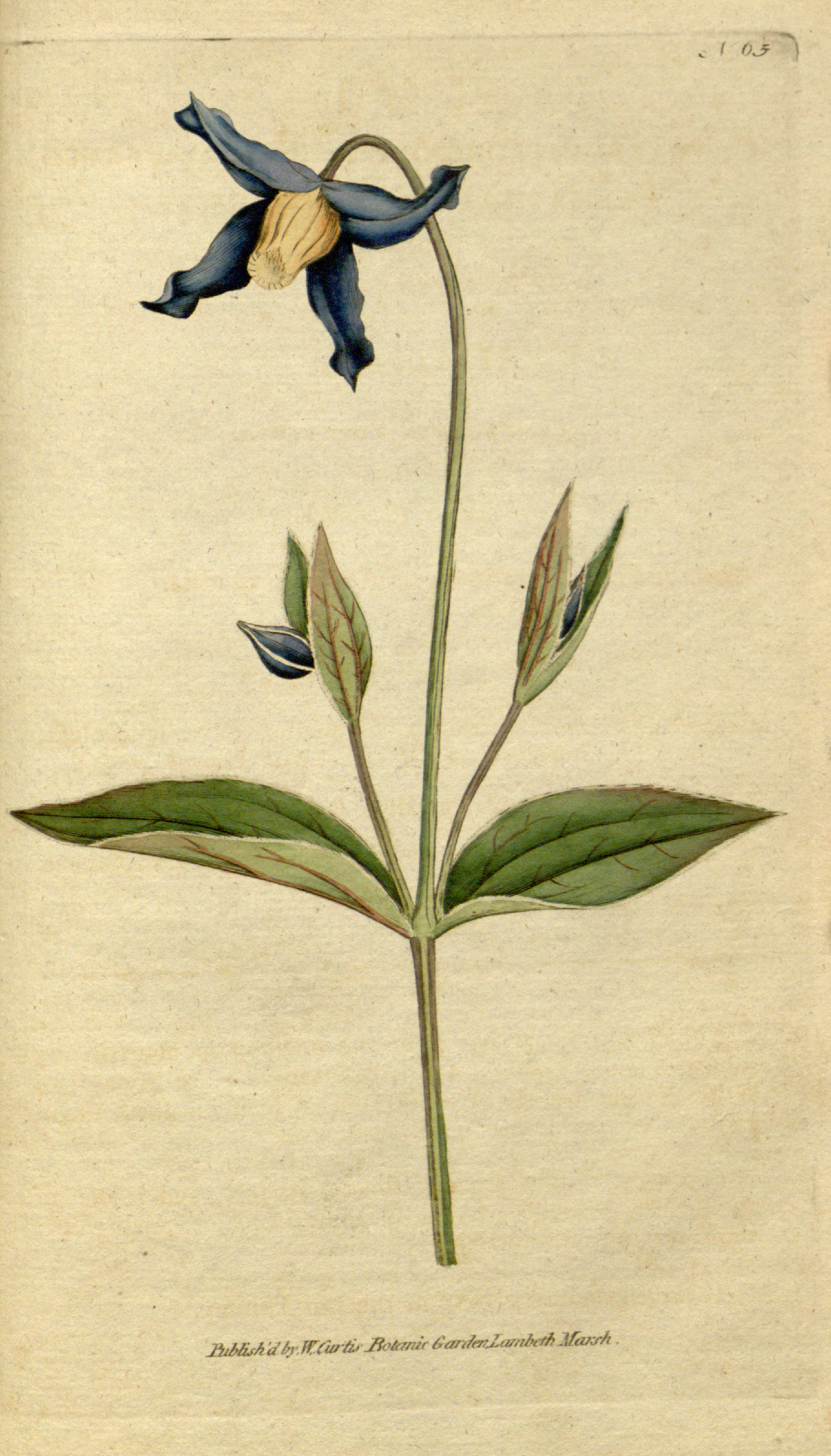
Ilustración

## Descripción
Es un subarbusto o hierba erecta, perennifolia, que alcanza un tamaño de 1 - 1,5 m de altura. Las ramas superficialmente con 6 - 10 ranuras, son pubérulas, glabrescentes, a menudo simples. Las hojas son simples, sésiles, con el limbo anchamente ovado, de 4 - 14 x 2,5 - 11 cm, papiráceas,  redondeadas a ampliamente cuneadas, el margen entero y abaxialmente pubescentes el ápice agudo; las venas basales abaxialmente prominente. Las flores son solitarias, terminales, de 4 cm de diámetro.. Los sépalos en número de 4, son de color púrpura, azul o blanco,  de 3 a 4,5 × 0,7 - 1,2 cm. Los frutos son aquenios estrechamente obovados, de 6 - 10 × 4 a 5 mm, pubérulos. Fl. junio-julio, fr. agosto.

## Distribución y hábitat
Se encuentra en laderas cubiertas de hierbas, matorrales, riberas de los ríos; a una altitud de 1200 - 2000 m s. n. m., en Xinjiang en China y en Kazajistán, Rusia, Asia Occidental y Europa.

## Taxonomía
Clematis integrifolia fue descrita por Carlos Linneo y publicado en Species Plantarum 1: 544–545, en el año 1753.
Etimología
Clematis: nombre genérico que proviene del griego klɛmətis. (klématis) "planta que trepa".
integrifolia: epíteto latino que significa "con hoja entera".
Híbridos
- Clematis × aromatica Lenne & K.Koch
- Clematis × cylindrica Sims
- Clematis × divaricata Jacq.
- Clematis × diversifolia DC.
- Clematis × durandii T.Durand ex Kuntze
- Clematis × rubro-violacea Van Houtte

Sinonimia
- Anemone integrifolia (L.) K.Krause
- Clematis elongata Tratt.
- Clematis inclinata Scop.
- Clematis nutans Crantz
- Clematitis integrifolia (L.) Moench
- Coriflora integrifolia (L.) W.A.Weber
- Valvaria integrifolia Ser.[5]